# Jerzy Rosołowski

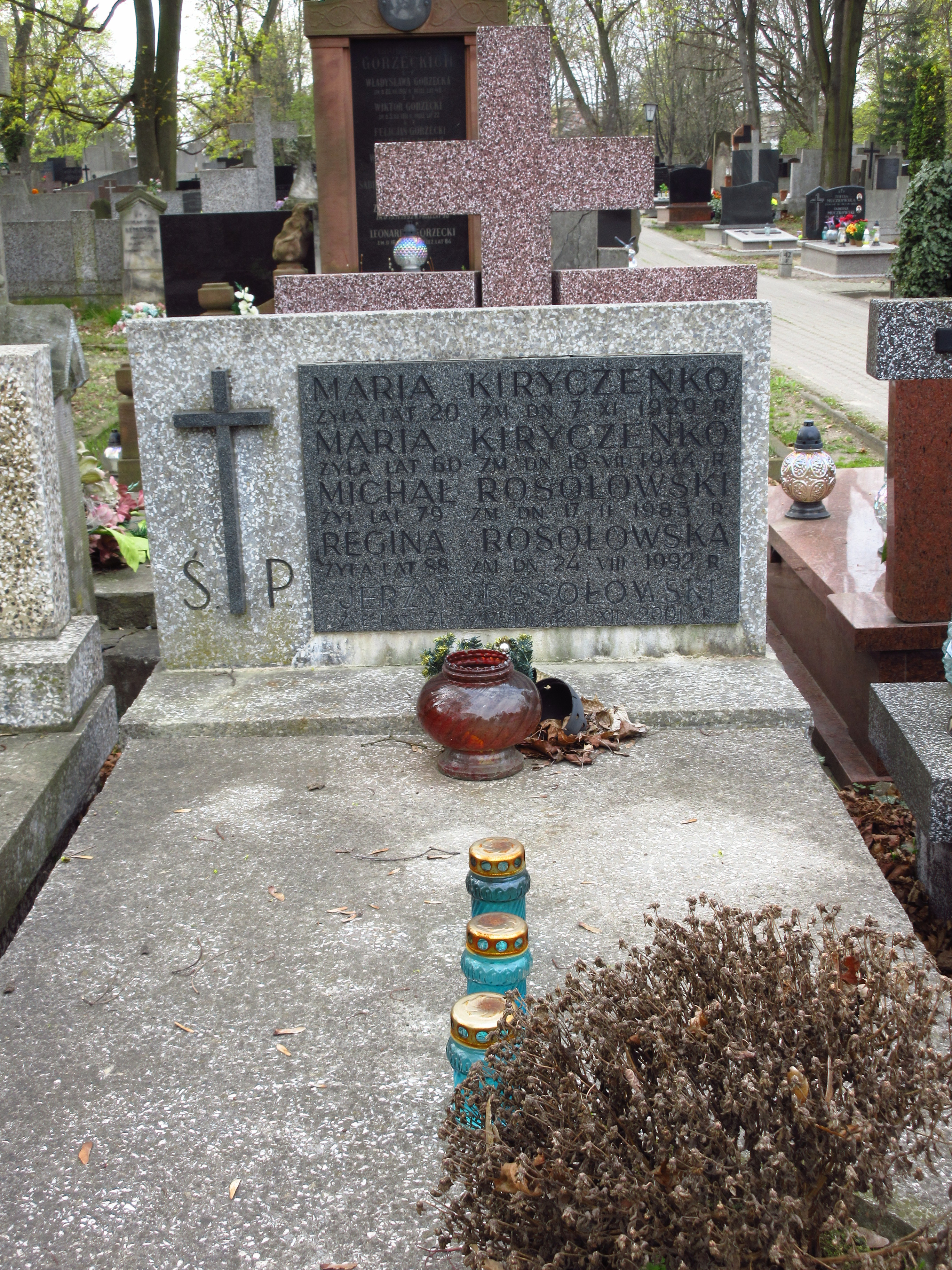
Grób Jerzego Rosołowskiego na cmentarzu Bródnowskim

Jerzy Andrzej Rosołowski (ur. 10 listopada 1930 w Warszawie, zm. 20 grudnia 2001 tamże) – polski dziennikarz, lektor i spiker radiowy i telewizyjny. Był lektorem wielu wydań Polskiej Kroniki Filmowej.

## Życiorys
Absolwent Wydziału Prawa Uniwersytetu Warszawskiego (1956). Od 1955 związany z Polskim Radiem (m.in. audycja „Muzyka i aktualności”). Był prezenterem Dziennika Telewizyjnego. Laureat „Złotego Mikrofonu” w 1973, odznaczony m.in. Złotym Krzyżem Zasługi. Od 1974 roku należał do PZPR. Współpracował, jako lektor, z redakcją telewizyjnego programu Sonda, był także lektorem w serialu telewizyjnym Odjazd zrealizowanym w 1995 oraz serialu Miami Vice dla TVP emitowanego pod koniec lat 80. XX wieku.
W 1990 roku czytał filmy: Kaczor Daffy i Kogut Leghorn z serii „Classic Looney Tunes Cartoons!”. Był także narratorem w filmach animowanych o Kubusiu Puchatku.
Posiadał szczególną umiejętność czytania tekstu bez uprzedniego zapoznania się z nim oraz zdolność poprawiania błędów w tekście podczas czytania.
Zmarł na atak serca. 28 grudnia 2001 został pochowany na warszawskim cmentarzu Bródnowskim (kwatera 40E-1-31).

## Lektor

### Anime
- Generał Daimos  (Polonia 1)[3]
- Kapitan Jastrząb (Polonia 1)[3]
- Sally czarodziejka (Polonia 1)[3]
- Tygrysia Maska (Polonia 1, odc. 21-50)[3]

### Filmy animowane
- Dzikie łabędzie (VHS)
- Królowa Śniegu (VHS)
- Nowe przygody Pinokia (VHS)

### Filmy fabularne
- Nieugięty Luke (TVN)
- Coś (TVP, wersja z lat 90.)
- Jaś Fasola: Nadciąga totalny kataklizm (VHS i Canal+)
- Koszmar z ulicy wiązów
- Tunel (Netflix)
- Ptaszek na uwięzi (ITI Home Video)

### Seriale animowane
- Dino Jeźdźcy (VHS)
- Kaczor Daffy, Kogut Leghorn (VHS - seria Classic Looney Tunes Cartoons!)
- Kapitan O’Hare (VHS, niektóre odcinki)
- Piraci Mrocznych Wód (VHS, niektóre odcinki)
- Rupert (Polsat, YTV)

### Telenowele
- Jolanda (Polonia 1)
- Luz María (Polsat)

## Polski dubbing
- 1987: Ostatnie dni Pompei – lektor
- 1987: Niekończąca się opowieść – lektor
- 1987: Asterix i niespodzianka dla Cezara (pierwsza wersja dubbingowa) – lektor
- 1989: Tylko Manhattan – lektor
- 1989ː Dwunastu gniewnych ludzi (dokrętki z 1989 roku) – lektor
- 1995: Niekończąca się opowieść III: Ucieczka z krainy Fantazji – lektor
- 1996: Przygody Kubusia Puchatka – Narrator
- 1997: Przygoda na Alasce – lektor
- 1998: Niezwykła przygoda Kubusia Puchatka – Narrator
- 2000: Tygrys i przyjaciele – Narrator

## Odznaczenia
- Odznaka 1000-lecia Państwa Polskiego (1967)[4]